# 淡黃魯夜蛾
淡黃魯夜蛾（学名：Xestia flavilinea）为夜蛾科魯夜蛾屬下的一个种。